# HERO電影版2
《HERO2》為2015年7月18日上映的日本電影。本片為富士電視台系統播出的連續劇「HERO」之電影版續集，由木村拓哉主演。電影版沿用連續劇第二季的主要人物，松隆子（第一季飾演事務官雨宮舞子）在電影版中以檢察官身分登場。其他參與演出的主要演員有佐藤浩市、大倉孝二、尾形一成等人。

## 劇情概要
一名女隨扈在紐斯特利亞公國大使館前車禍身亡，檢察官久利生公平經手此案件，與事務官麻木千佳一起調查肇事駕駛身分，巧遇調查黑幫行賄案件的前搭檔雨宮舞子。三人調查後發現大使館人員涉有重嫌，但因「治外法權」的原因，調查過程困難重重，還得面對外務省官員的層層刁難。他們能否找出真相，替被害人討回公道呢？

## 登場人物

### 東京地方檢察廳城西支部
| 角色       | 演員       | 職業／身份               | 台灣配音 | 香港配音 |
| ---------- | ---------- | ------------------------ | -------- | -------- |
| 久利生公平 | 木村拓哉   | 城西支部檢察官           | 宋克軍   | 簡懷甄   |
| 麻木千佳   | 北川景子   | 久利生的助理事務官       | 陳貞妤   | 何凱怡   |
| 田村雅史   | 杉本哲太   | 城西支部檢察官           | 李世揚   | 袁德基   |
| 遠藤賢司   | 八嶋智人   | 田村的助理事務官         | 李世揚   | 陳啟熾   |
| 宇野大介   | 濱田岳     | 城西支部檢察官           |          | 何偉誠   |
| 末次隆之   | 小日向文世 | 宇野的助理事務官         | 梁興昌   | 楊啟健   |
| 馬場禮子   | 吉田羊     | 城西支部檢察官           | 吳貴竹   | 邓洁丽   |
| 井戸秀二   | 正名僕藏   | 馬場的助理事務官         | 李世揚   |          |
| 川尻健三郎 | 松重豐     | 城西支部部長檢察官       | 于正昌   | 黎家希   |
| 牛丸豐     | 角野卓造   | 東京地方檢查廳次席檢察長 | 梁興昌   | 陳啟熾   |
| 小杉啓太   | 勝矢       | 城西支部的警衛           |          | 黎家希   |

### 大阪地方檢查廳難波支部
| 角色       | 演員     | 職業／身份                             | 台灣配音 | 香港配音 |
| ---------- | -------- | -------------------------------------- | -------- | -------- |
| 雨宮舞子   | 松隆子   | 難波支部檢察官。曾為久利生的助理事務官 | 馮嘉德   | 吳梅     |
| 一之瀨隆史 | 大倉孝二 | 雨宮的助理事務官                       | 李世揚   | 李家傑   |
| 木下高雄   | 尾形一成 | 大阪地方檢查廳難波支部部長檢察官       | 宋克軍   | 簡懷甄   |

### 其他
| 角色                           | 演員                            | 職業／身份                                                  | 台灣配音 | 香港配音 |
| ------------------------------ | ------------------------------- | ----------------------------------------------------------- | -------- | -------- |
| 松葉圭介                       | 佐藤浩市                        | 外務省歐洲局局長                                            | 李世揚   | 袁德基   |
| 「St.George's Tavern」酒吧老闆 | 田中要次                        | 城西支部檢察官及事務官經常光顧的酒吧老闆                    |          |          |
| 三城紗江子                     | 森寬和                          | 交通事故案件的被害人，雨宮負責偵辦的黑道恐嚇案件重要證人    |          |          |
| 德本健也                       | 新井浩文                        | 交通事故案件的嫌犯                                          |          |          |
| 矢口繁之                       | 兒嶋一哉 （搞笑團體「Unjash」） | 律師，雨宮的交往對象                                        | 于正昌   | 何偉誠   |
| 田村美由紀                     | 近藤春菜 （搞笑團體「針千本」） | 牛丸次席的女兒，田村的妻子（照片演出）                      |          |          |
| 羅倫 （Jacque Laurent）        | 伯恩斯 （James C. Burns）       | 紐斯特利亞公國大使                                          | 李世揚   | 何偉誠   |
| 維納 （Clemence Vernet）       | 戴爾 （Greg Dale）              | 紐斯特利亞公國公使                                          |          |          |
| 柯爾曼 （Eric Coleman）        | 赫爾曼 （Erik Hellman）         | 紐斯特利亞公國大使館人員，事故發生的2天前曾與三城紗江子見面 | 梁興昌   |          |

## 製作團隊
- 製作總指揮：日枝久、松岡功
- 製作代表：豐田皓、高井英幸
- 製作：龜山千廣、島谷能成
- 製作統括：石原隆、飯島三智、市川南
- 企劃：前田久閑、鈴木吉弘
- 劇本：福田靖
- 劇本協助：仁志光佑
- 音樂：服部隆之
- 主題曲：服部隆之「HERO -Main Title-」
- 選曲：藤村義孝
- 攝影：蔦井孝洋
- 美術：荒川淳彦
- 錄音：武進
- 照明：疋田吉武
- 編輯：田口拓也
- 助理導演：足立公良
- 音響効果：壁谷貴弘
- 視覺效果：小坂一順
- 場記：戸國歩
- 裝飾：野本隆行
- 助理製作：大澤惠、梶本圭
- 執行製作：森賢正
- 製作人：渡邊恒也、和田倉和利
- 導演：鈴木雅之
- 製作：富士電視台、傑尼斯夢想公司、東寶、FNS等27個單位
- 發行：東寶

## 拍攝地點
部分外景由神戶映像辦公室協助，於兵庫縣神戸市拍攝。片中的紐斯特利亞公國大使館是在「兵庫縣公館」取景，雨宮舞子任職的大阪檢察廳難波支部則是在「海岸大樓」取景。

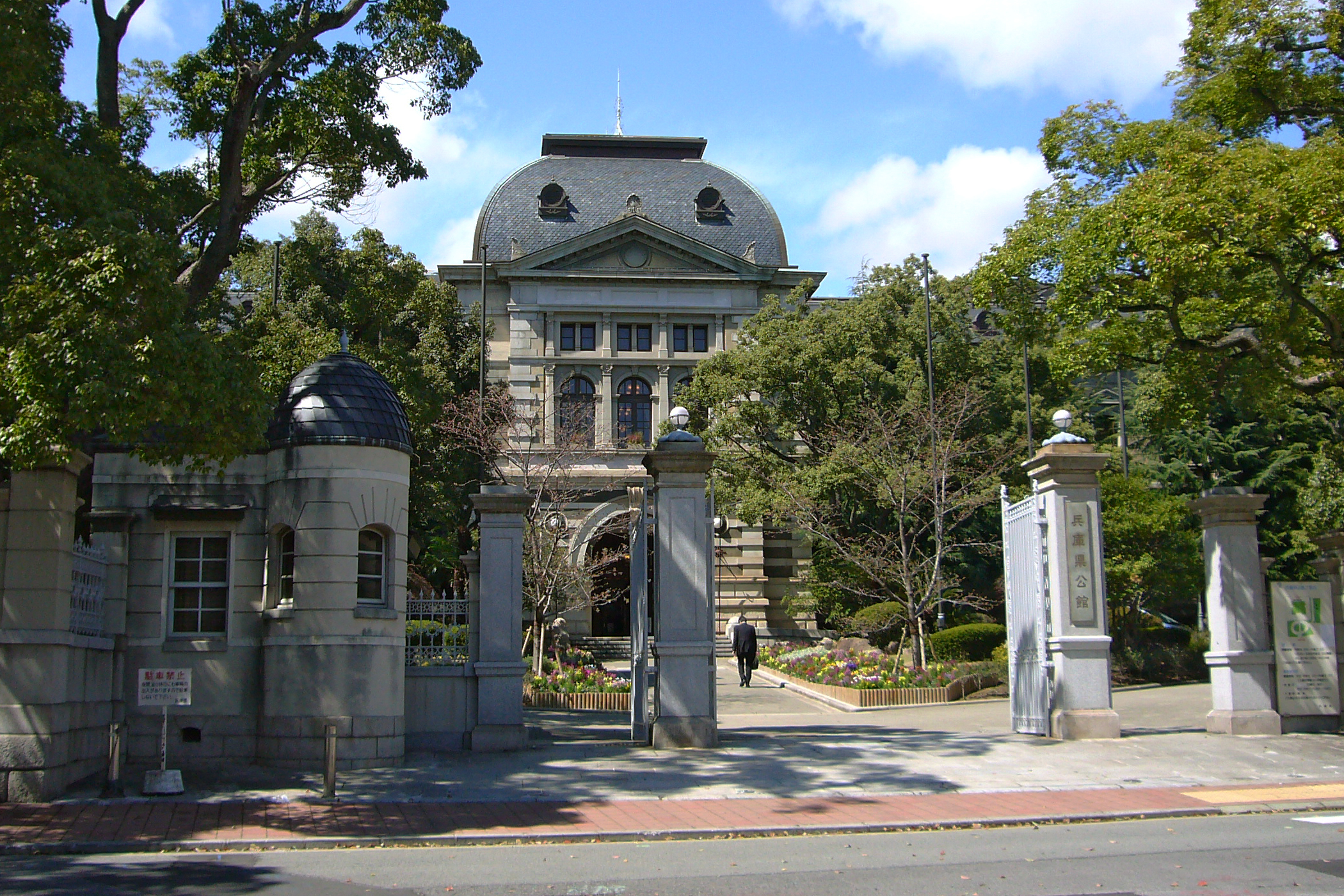
拍攝地點：兵庫縣公館
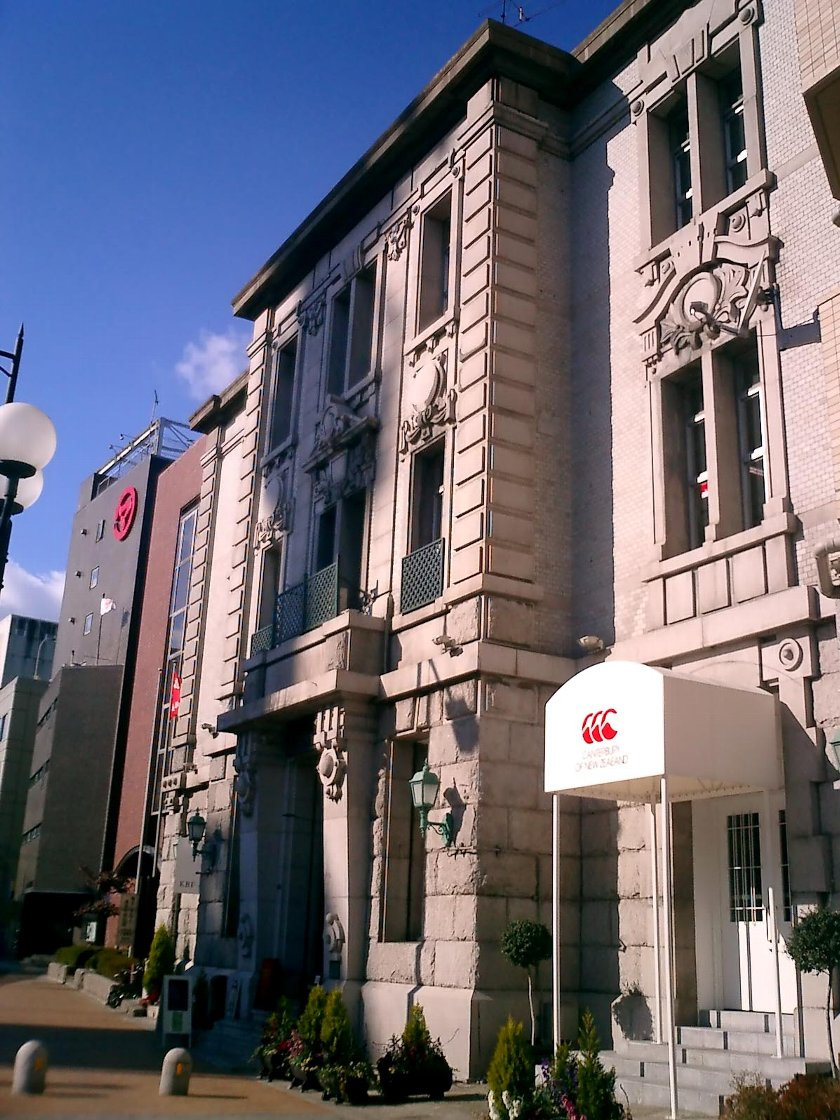
拍攝地點：海岸大樓

## 外部連結
- 電影官方網站（日語）
- 電影官方推特的X（前Twitter）（日語）
- 電影官方臉書的Facebook專頁（日語）
- HERO - allcinema（日語）
- HERO - KINENOTE（日語）
- 互联网电影数据库（IMDb）上《HERO》的资料（英文）
- HERO - Movie Walker（页面存档备份，存于）
- Yahoo奇摩電影上《HERO》的資料（繁體中文）
- 開眼電影網上《HERO》的資料（繁體中文）
- 时光网上《HERO》的資料（简体中文）
- 豆瓣电影上《HERO》的資料 （简体中文）
- 電影台灣官方網站（繁體中文）
- 電影台灣中文預告片（页面存档备份，存于）（繁體中文）
- 緯來日本台官方網站（页面存档备份，存于）（繁體中文）